# Giuseppe Ferraro
Giuseppe Ferraro (Carpeneto, 24 settembre 1845 – Massa, 19 giugno 1907) è stato un filologo italiano.

## Biografia
Compì gli studi universitari a Pisa, dove si laureò nel 1869 in lettere e filosofia e lo stesso entrò nella Scuola Normale Superiore di Pisa, dove rimase studente fino al 1870. Fu un fine studioso e conoscitore delle tradizioni popolari, tanto che a vent'anni aveva già pubblicato la traduzione di una poesia popolare monferrina nella rivista L'Eco degli studenti.
Nel 1871 iniziò una lunga carriera di insegnante ginnasiale e liceale, divenendo preside e quindi provveditore agli studi. La sua attività nel campo dell'istruzione lo vide spostarsi per tutta l'Italia: dal 1870 al 1874 a Mazara del Vallo, Lucera, Vibo Valentia (Montelone Calabro), poi a Ferrara (1874-1885), Parma (1885-1888), Sassari (1888-1889), Reggio Emilia (1889-1901), Cuneo (1901-1907), Massa (aprile-giugno 1907).
Nel 1876 curò la pubblicazione di I vini d'Italia giudicati da Papa Paolo III (Farnese) e dal suo bottigliere Sante Lancerio, manuale enologico del XVI secolo.